# Municipio de Darlington (Kansas)
El municipio de Darlington (en inglés: Darlington Township) es un municipio ubicado en el condado de Harvey en el estado estadounidense de Kansas. En el año 2010 tenía una población de 575 habitantes y una densidad poblacional de 6,25 personas por km².

## Geografía
El municipio de Darlington se encuentra ubicado en las coordenadas 37°57′16″N 97°18′51″O / 37.95444, -97.31417. Según la Oficina del Censo de los Estados Unidos, el municipio tiene una superficie total de 91.93 km², de la cual 91,87 km² corresponden a tierra firme y (0,07 %) 0,06 km² es agua.

## Demografía
Según el censo de 2010, había 575 personas residiendo en el municipio de Darlington. La densidad de población era de 6,25 hab./km². De los 575 habitantes, el municipio de Darlington estaba compuesto por el 95,65 % blancos, el 1,22 % eran afroamericanos, el 0,7 % eran amerindios, el 1,22 % eran de otras razas y el 1,22 % eran de una mezcla de razas. Del total de la población el 5,22 % eran hispanos o latinos de cualquier raza.